# Czwarty tenor
Czwarty tenor (ang. The 4th Tenor) – muzyczna komedia romantyczna produkcji USA, z 2002 roku.

## Treść
"Lupo", właściciel popularnej nowojorskiej restauracji „Serenade Cafe”, gdzie śpiewają kelnerzy i odbywają się występy operowych artystów, marzy o Ginie, młodej kelnerce. Jednak dziewczyna nie chce mieć do czynienia z dużo starszym szefem. Gina marzy o znawcy opery, który ma piękny głos. Lupo wyjeżdża do Włoch i uczy się śpiewu u największych mistrzów.